# Pueblo San Andrés Tetepilco
San Andrés Tetepilco es una colonia del oriente de Ciudad de México, ubicada en Iztapalapa, y uno de los 141 pueblos originarios de la capital mexicana. Sus límites territoriales son al norte por Eje 6 Sur Playa Pie de la Cuesta y Emilio Carranza; al poniente por Laboratoristas y Eje 4 Sur Av. Plutarco Elías Calles; al sur por Eje 7 Sur Av. Municipio Libre, Elisha Gray y Thomas A. Watson y al oriente por Av. Amacuzac y Eje 1 Oriente Av. Andrés Molina Enríquez. Las colonias circundantes son al norte con Reforma Iztaccíhuatl Sur, perteneciente a Iztacalco; al poniente con Zacahuitzco, Albert y Portales Oriente, estas últimas dos en colindancia con Benito Juárez; al sur con Banjidal, Justo Sierra y Ampliación Sinatel y al oriente con El Retoño.
Se interpreta Tetepilco como un topónimo náhuatl, “En la piedra (labrada) de la natura de la mujer”.

## Origen e historia
El pueblo de San Andrés Tetepilco es uno de los catorce pueblos que datan de la época prehispánica y colonial, considerados así por la alcaldía Iztapalapa, los cuales han sido valorados por sus raíces prehispánicas como tesoros patrimoniales, debido a que cuentan entre sus inmuebles con características arquitectónicas prehispánicas y coloniales, en su mayoría iglesias y plazas; que han sido catalogadas y protegidas por el INAH. 

El Pueblo de San Andrés Tetepilco figura en los antiguos Códices coloniales de México y mapas de la Ciudad de México.

## Iglesia de San Andrés Apóstol Tetepilco
Ubicación: Emilio Carranza s/n 

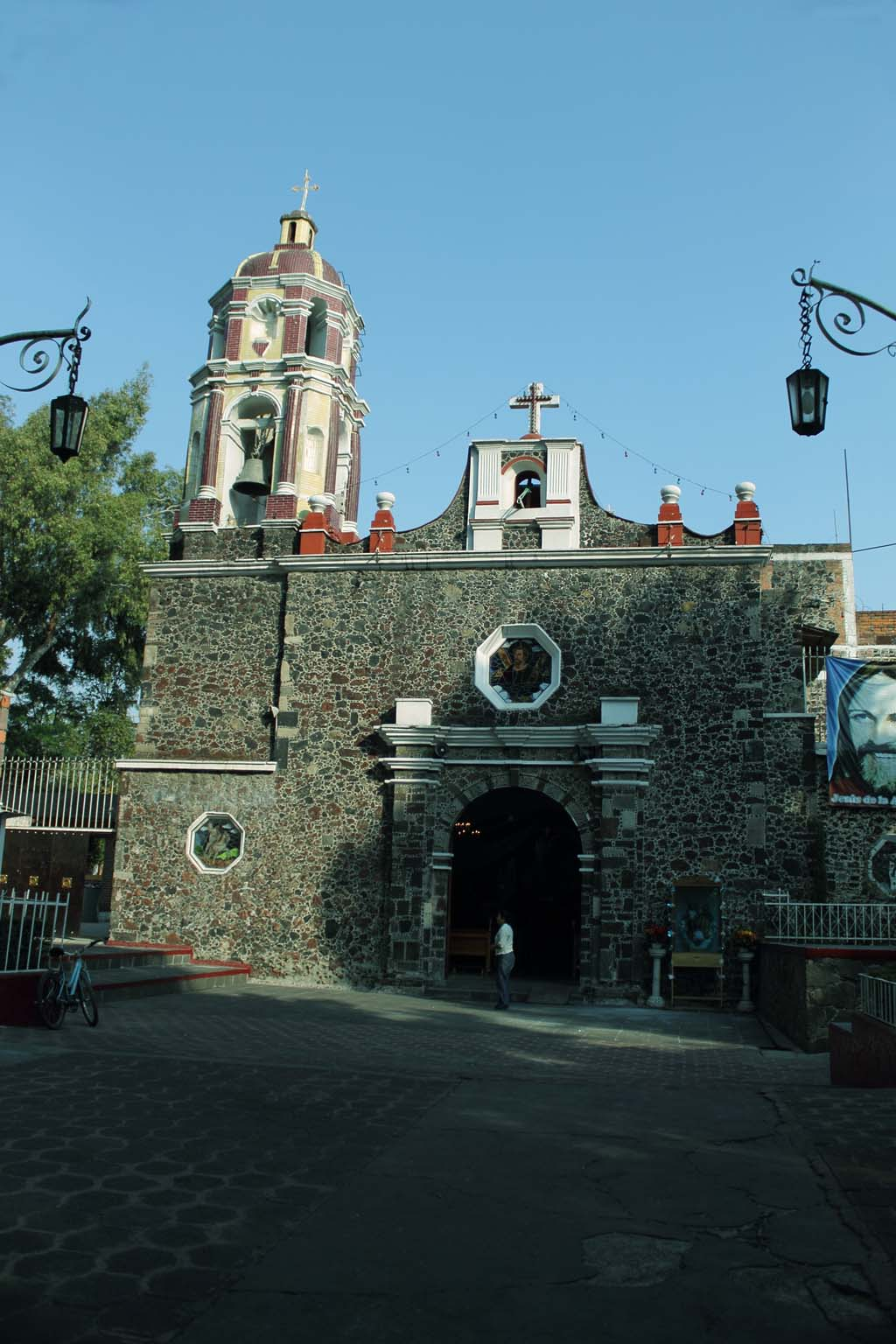
La Iglesia de San Andrés Tetepilco (diciembre 2014)

Esquina con Avenida Andrés Molina Enríquez (Eje 1 Ote) 

Su construcción —a base de adobes— inició en el año de 1566. Obra iniciada por los frailes Franciscanos y terminada por los frailes Agustinos. 

Es la principal iglesia de la colonia. 

La fiesta de su santo patrono, San Andrés Apóstol — considerado patrón de la ganadería y la agricultura—, es el 30 de noviembre, este festejo consiste de danzas tradicionales con atuendos de vivos colores, trajes tradicionales, penachos incluidos e instrumentos musicales. 

La fiesta comienza el 6 de noviembre, con la tradicional peregrinación a la Basílica de Nuestra Señora de Guadalupe. Durante los siguientes días se llevan a cabo diversos festejos, pero la principal celebración es el último día de noviembre, con una misa dedicada al santo patrono, la realización de una feria y fuegos artificiales por la noche. 

Los festejos concluyen el 12 de diciembre, día de la Virgen de Guadalupe.

## Plaza Cívica

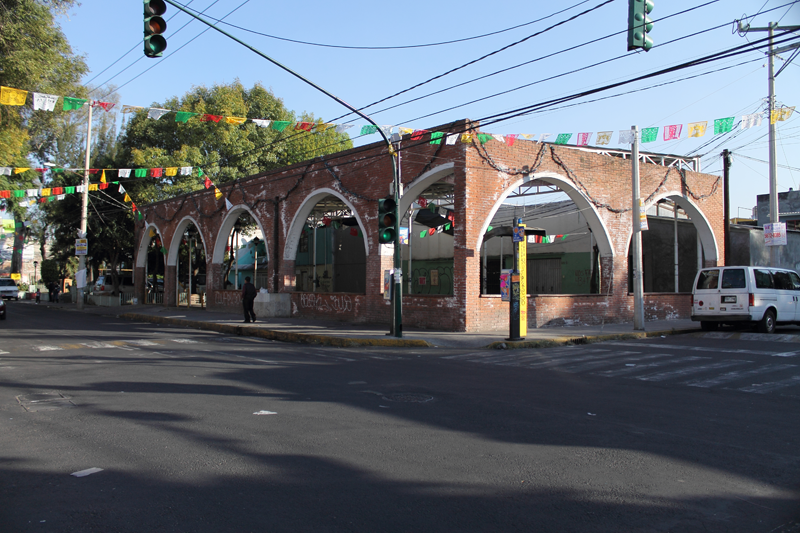
Plaza Cívica San Andrés Tetepilco

Inaugurada en junio del 2011, esta plaza cívica se ubica en la esquina de las calles Laboristas y Emilio Carranza. Ha sido sede de festejos como la Jornada Cívico Cultural, "San Andrés Tetepilco: Memoria y Futuro, llevada a cabo del 10 al 12 de junio de 2011. Asimismo, se realizan actividades culturales para niños y jóvenes, eventos sociales y el Carnaval De Los Pueblos Originarios.

## Carnaval de Primavera
Una tradición que involucra a los ocho barrios y a los catorce pueblos originarios del centro de Iztapalapa es el Carnaval de Primavera. 

Durante los fines de semana de marzo y abril son llevados a cabo los festejos que conmemoran su pasado prehispánico, fecha en que las comunidades originarias realizaban una festividad parecida al carnaval. Los antecesores de Iztapalapa y de todo el Valle del Anáhuac despedían el invierno y daban la bienvenida a la estación de calor, celebrando la fertilidad, la buena siembra y la cosecha futura. Al término del carnaval, el día 4 de abril, se elige a la reina del carnaval.

## Museo del Transporte Eléctrico

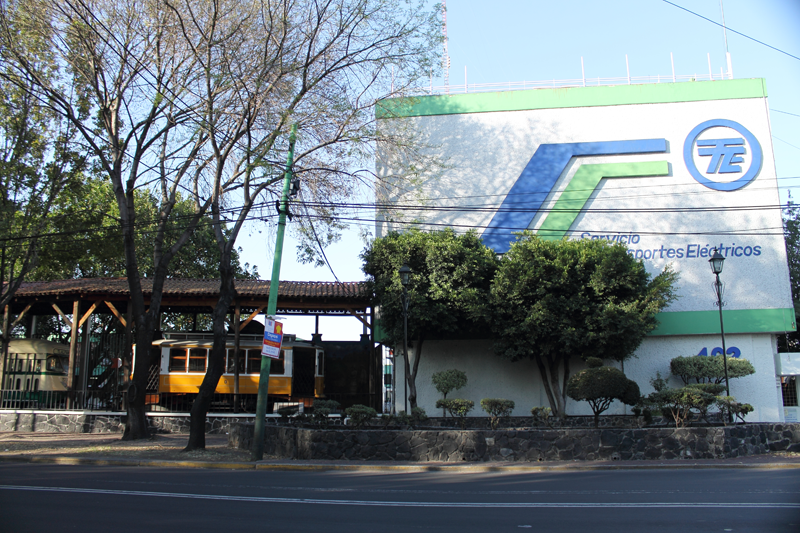
Edificio del Servicio de Transportes Eléctricos, donde se encuentra el Museo del Transporte Eléctrico.

El Museo del Transporte Eléctrico, inaugurado en noviembre del 2006, está alojado en las instalaciones del Servicio de Transportes Eléctricos del Distrito Federal, y está dedicado a la historia del transporte eléctrico de la Ciudad de México, y en él se ha rescatado y conservado la información de la evolución de este modo de transporte. En el museo se difunde material fotográfico de más de 100 años del servicio de este modo de transporte no contaminante. Se exhiben trolebuses y tranvías antiguos.

## Residentes célebres
- Víctor Cordero Aurrecoechea (1914 - 1983) Compositor mexicano
- Oscar Pérez Rojas "el conejo" (1973) Destacado futbolista y ex seleccionado nacional.
- Joaquín Ávila Escalante. Fotoperiodista, escritor y destacado cronista del pueblo.
- Carlos Andrade Silva (1953) Artista Plástico, egresado de la Esmeralda y la Academia de San Carlos de la UNAM.
- Carmen Nápoles. Artista plástica y pintora autodidacta.
- Óscar Cortés Tapia (1960) Poeta y escritor de origen Guerrerense
- Eduardo Gómez "el vampiro" (1974) Boxeador profesional[8]
- Alejandro Vargas "el greñas"

guitarrista, célebre compositor

## Geografía física

### Límites
| Noroeste: Reforma Iztaccíhuatl Sur Iztacalco     | Norte: Reforma Iztaccíhuatl Sur Iztacalco                  | Nordeste: Reforma Iztaccíhuatl Sur Iztacalco |
| Oeste: Zacahuitzco Benito Juárez                 |                                                            | Este: El Retoño Iztapalapa                   |
| Suroeste: Albert, Portales Oriente Benito Juárez | Sur: Banjidal, Justo Sierra, Ampliación Sinatel Iztapalapa | Sureste: El Retoño Iztapalapa                |